# 林葆家
林葆家（1915年12月18日—1991年8月），台灣陶藝家，被稱為台灣現代陶藝之父。

## 生平

### 出身社口大夫第與留日
林葆家1915年12月18日，於台灣台中州社口庄出生，社口大夫第林振芳為其祖父。1928年大社岸裡小學（1916年葫蘆墩公學校大社分校、1918年為岸裡公學校）。1934至1936年台中一中，畢業之後曾赴日學醫，轉讀日本立命館大學。因與志趣相違，徵詢家鄉父母同意後，入日本京都高等工藝學校窯業科（今京都工藝纖維大學）學習。1936年7月赴北陸石川縣小松城製陶所見學，至1938年9月，在京都市立陶瓷試驗所、石川縣小松市城南製陶所株式會社，鑽研陶瓷相關的原料、釉藥、顏料、窯爐與燒成等科學。

### 陶瓷事業開創
1939年返回台中，11月與黃順霞結婚締結連理。1940年成立明治製陶所，從事碗、杯、盤等餐具開始，然後陸續是陶質便器以及硬質壁面陶磚製作。製陶所期間，常去苗栗南庄、福基，大甲東，甚至宜蘭探勘土-石，採樣進行試驗。1941年台灣陶瓷公會聘為理事兼審查委員（共8位；台灣人3位，北部是蔡福，南部 辛文恭，理事長是日本人 芝原千三郎）。1945～1947年3月，戰後受聘為「台灣行政長官公署」日產接收委員。並擔任工礦公司苗栗陶瓷廠工務課長，再至新竹分公司任廠長。228 事件蔓延後離職。

### 成立陶林工坊
1948年返鄉成立個人工作室，開發烤花用陶瓷顏料，在器血本燒後的釉面，以這些顏料書寫文字或轉印圖紋，然後在爐火溫度 730～750℃ 燒付，適合製作贈品。1949年創立「陶林工坊」從事研究：以在地礦藏原料搭配，進行釉藥方面的實驗與調配，以現代思維來表現傳統工藝之美。1950年擔任萬華金義合行廠長，任職期間設計、構築電爐供應釉上彩燒付使用，指導開發瓷質湯匙柄端穿孔的吊燒技術，並改良坯土配方，釉藥調整，重新構築窯爐與指導燒成技法，提升產能與產品品質。至於釉藥調整方面重要的改善是：捨棄生鉛原料是兼顧環保與飲食衛生的改變；添加適量的氧化鋅可以讓熟成釉的性質更佳。
1957年常駐宜蘭、蘇澳及羅東，探勘當地的長石、硅石、石灰石等礦藏；採掘樣品其性質並嚐試調配檢視其是否可資窯業之應用。期間，協助設立在宜蘭的「寶山陶瓷廠」改良製作電熱瓷壺的技術。
1959～1961年任職北投中華藝術陶瓷首任廠長，指導傳統古陶瓷製作：釉下青花及釉上彩。1962年6月，協助任克重先生調配專為「骨灰罐」鑄漿成形的坯料以及釉藥。1960年10月～12月，駐廠協助鶯歌大新窯業公司製作馬賽克小瓷磚及3.6 吋白色壁磚。
1963～1966年開設台灣長石公司（台北縣板橋鎮南雅東路浦仔溝旁）。1966～1974年遷居鶯歌，協助改進製陶技術。提供知識與實務心得給業界，期能提升水平。台灣陶瓷工業同業公會聘為顧問。1969 年起於《窯業月刊》雜誌專欄撰寫「陶瓷器初級講座」4年共專文45篇。並受聘 擔任教育廳、陶瓷公會 1969 年在鶯歌為業者開辦的「陶瓷工業訓練班」，講授陶瓷知識和技術。在自家工作室、運用在地黏土調配、製作「朱泥」孟臣罐以及仿宋瓷開片釉的茶具組，以及兼具哲學意味的「八分杯」。

### 薪傳教育與晚年
1974年， 台灣省手工業研究中心（草屯）聘為陶瓷組顧問，定期講授陶瓷工藝課程。分別受聘為台北縣市設有陶瓷工藝科組的大專院校的兼任專業教師（陸續為國立藝專；文化大學；實踐家專等），講授陶瓷科學與技法等，指導演練與實務操作。開設「陶林陶藝」教室，親自講授至 1991 年辭世，教室運作持續至 2010 年。1983年10月 受聘為金門陶瓷廠技術顧問。 11月 受聘為行政院研考會出國深造案之著作評審委員。 12月應邀主講台灣省手工業研究所主辦之「如何調配合用的釉」、「釉缺陷矯治法」。1985年擔任台灣省手工業研究所邀聘擔任該所“約僱技術員”之術科、學科、口試的主考委員。
1991年8月 於花蓮離世。

## 榮譽與展覽
1978年10月 陶林陶藝 師生作品聯展於省立博物館（「土與火焰協奏曲」）。
1979年10月 與大韓民國「月刊展示會」簽訂在 漢城 舉辦陶藝展，所得價款全數捐贈予兒童福利基金會。
1980年4月 陶林陶藝 師生作品聯展於省立博物館（「土與火焰協奏曲」）。
1981年8月 受邀、帶領陶林學員至琉球那霸市與當地作陶家合辦作品發表。
1981年10月 與宋光梁（創會理事長）、趙天水及業界同好籌組成立「中華民國陶業研究學會」。(2015 更名的「台灣陶瓷學會」)。
1984年1月與四十六位美術名家聯合展出陶藝與瓷畫，以大家的成就鼓勵民眾學習風氣。4月獲頒中華民國陶業研究學會「陶藝研究獎」。 7月主講「陶業研究學會」在鶯歌舉辦的「陶瓷釉藥與彩飾」。
1985年8月在國產汽車公司台北陳列館 舉辦第3次「土與火焰協奏曲」陶林師生聯展。
1986年獲教育部「民族藝術薪傳獎」。
1987年臺中縣立文化中心「林葆家藝術歸鄉」陶藝個展。
1989年獲台中縣傑出藝術家「金穗獎」。於國立歷史博物館國家畫廊舉行陶藝個展。
1990年印象藝術中心個展。台北縣立文化中心「林葆家陶藝展」。
1991年台中縣藝術薪火相傳-美術家接力展-林葆家 陶藝展。
2012年國立臺灣工藝研究發展中心於鶯歌陶瓷博物館，策辦「陶林葉茂-林葆家生命史回顧與傳習成果展」

## 作品風格
林葆家專精於釉藥的研究，創造出許多珍奇的釉色，應用宋朝清瓷的單一色釉，與元代銅紅相融合，並運用在他的作品上，並利用來自台灣本土的泥土，發展現代陶藝，展現台灣文化的主體性。作品以傳統風格端莊，拉坏成型為主。常以優美大弧面創造器體的豐腴圓潤。
- 〈無題〉（陶瓷，1974）國立臺灣美術館藏[7]
- 〈釉裡紅與釉裡青〉（陶瓷，1988）國立臺灣美術館藏[8]
- 〈靜〉（陶瓷，1988）國立臺灣工藝研究發展中心藏[9]
- 〈綻放〉（陶瓷，1991）國立臺灣工藝研究發展中心藏[10]